# Genianthus ridleyi
Genianthus ridleyi är en oleanderväxtart som beskrevs av George King och Gamble. Genianthus ridleyi ingår i släktet Genianthus och familjen oleanderväxter. Inga underarter finns listade i Catalogue of Life.